# 三島市立中郷小学校
三島市立中郷小学校（みしましりつ なかざとしょうがっこう）は、静岡県三島市にある公立小学校。

## 概要
- 令和6年度の児童数357名（各学年2クラスと特別支援学級2クラスの計14学級）[1]
- 明治23年（1890年）に校舎が焼失。民家を仮校舎として使用した後、明治26年（1893年）に新校舎が完成した[2]。
- LD等通級指導教室が設置されている[3]。

特別支援学級（知的学級）の学区
- 中郷小学校区全域、向山小学校区の一部（中島、大場、多呂、北沢）、長伏小学校区全域[4]

## 通学区域
- 中島（1番地から45番地、290番地から293番地まで）、梅名、八反畑、鶴喰（49番地から63番地を除く）、安久[5]

## 進学先中学校
- 三島市立中郷中学校（中島に在住の児童のみ）
- 三島市立中郷西中学校[6]

## 学校周辺
- スシロー 三島梅名店

## アクセス
- バス停・梅名から徒歩2分
- 伊豆箱根鉄道駿豆線・大場駅から徒歩18分